# Myrtle Bachelder

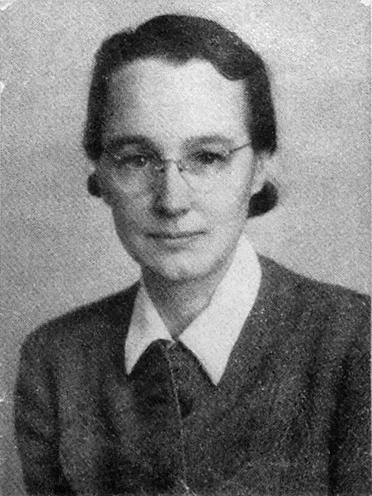
Myrtle Bachelder (1942)

Myrtle Claire Bachelder (* 13. März 1908 in Orange, Massachusetts; † 22. Mai 1997 in Chicago) war eine US-amerikanische Chemikerin und Offizierin des Women’s Army Corps (WAC), die für ihre Arbeit am Atombombenprogramm des Manhattan-Projekts und für die Entwicklung von Techniken in der Chemie von Metallen bekannt ist.

## Herkunft und Bildung
Myrtle Claire Bachelder wurde 1908 in Orange im Franklin County (Massachusetts) geboren und erwarb 1930 einen Bachelor of Science (B.Sc.) am Middlebury College. Im Anschluss daran arbeitete sie als Highschool-Lehrerin für Naturwissenschaften und als Leichtathletiktrainerin in South Hadley Falls (Massachusetts). An der Boston University erwarb sie 1939 ihren Master of Education (M.Ed.).

## Zweiter Weltkrieg: die Atombombe
Während des Zweiten Weltkriegs wurde sie im November 1942 im Hauptquartier in Springfield (Massachusetts) zum Women’s Army Corps (WAC) eingezogen. Nach ihrer Ausbildung auf Militärstützpunkten in mehreren US-Bundesstaaten erhielt sie den Befehl, sich der WAC-Abordnung der Kompanie D des Manhattan-Projekts des United States Army Corps of Engineers anzuschließen. Ihr geheimer Auftrag bestand darin, eine Gruppe von 15 bis 20 Frauen des WAC, die in Des Moines (Iowa) stationiert waren, nach Fort Sill in Oklahoma und von dort nach Santa Fe (New Mexico) zu führen. Sie und die Frauen unter ihrem Kommando kamen am 21. Oktober 1943 in Los Alamos (New Mexico) an. Bachelder berichtete jedoch an eine weitere Frau namens Helen E. Mulvihill, die im gleichen Wohnheim untergebracht war.
„Manhattan“ war der Codename für die militärische Sonderabteilung, die sich mit der Entwicklung einer Atomwaffe befasste. In dem geheimen Los Alamos National Laboratory (LANL) in der abgelegenen Wüste von Los Alamos war Bachelder für die Analyse der Spektroskopie von Uranisotopen und die Entdeckung von Röntgenstrahlentechniken verantwortlich. Da das Uranisotop 235U spaltbar ist, das Isotop 238U dagegen nicht, kam ihr bei dem Projekt eine entscheidende Aufgabe zu: Sie sollte die Reinheit des subkritischen Materials und damit die nukleare Explosion der ersten Atombombe der Welt sicherstellen.

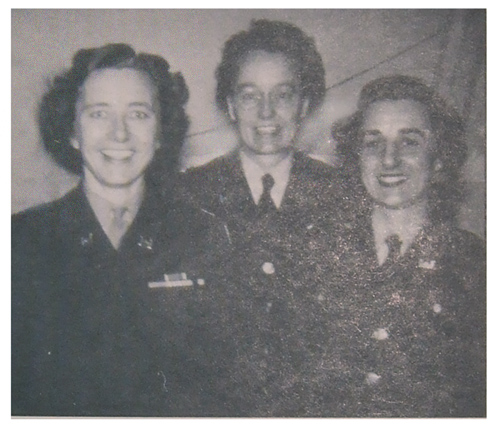
Bachelder (Mitte) 1946 in Los Alamos, mit Captain Arlene Scheidenhelm, Direktorin des WAC, Bezirk Manhattan (links), und Lieutenant Marguerite Carrera, Kommandantin der WAC-Abteilung Los Alamos (rechts)

Diese Methoden wurden bei der Herstellung des Plutonium-Isotops 239Pu verwendet, des spaltbaren Materials für den Bau der ersten Atombombe beim Trinity-Atomtest am 16. Juli 1945. Analoge Methoden wurden für die Uranbombe mit dem Codenamen Little Boy verwendet, die am 6. August 1945 die japanische Stadt Hiroshima zerstörte, sowie für die Plutoniumbombe, die am 9. August 1945 über Nagasaki gezündet wurde und die japanische Kapitulation nach sich zog. Das Geheimprogramm stand unter der allgemeinen Leitung von J. Robert Oppenheimer, den Bachelder wie folgt beschrieb:

„Ein ‚Bleistift-und-Papier-Mann‘, der in die physikalische Theorie vertieft war und mehr als nur ein wenig über die Maschinen im Labor von Los Alamos staunte. Bachelder erinnerte sich, dass Oppenheimer vor dem wichtigsten und teuersten Instrument ihres Labors stand und wahllos Knöpfe drückte … Er fragte: ‚Was macht das?‘ Dann drückte er einen anderen Knopf … Er hätte die Maschine zerstören können, wenn er nicht endlich überredet worden wäre, sie in Ruhe zu lassen.“

## Beitrag zu den Nachkriegsentwicklungen in der Kernenergie
Mit dem Ende des Zweiten Weltkriegs brach auch ein neues Atomzeitalter an, in dem das Friedenspotenzial der Kernenergie erforscht wurde. Bachelder gehörte zu den Wissenschaftlern, die sich dem „May-Johnson-Gesetzentwurf“ (engl. May-Johnson-Bill) vom 3. Oktober 1945 widersetzten, einem vom Interim Committee vorgeschlagenen Gesetzentwurf des Kongresses, der vorsah, die militärische Kontrolle über die Kernforschung beizubehalten. Der Gesetzentwurf wurde im Kongress abgelehnt und durch den Atomic Energy Act of 1946 (McMahon Act) ersetzt. Im Januar 1947 genehmigte die neu gegründete Atomic Energy Commission (AEC) die Freigabe von 270 zuvor geheimen Dokumenten. Darunter befanden sich auch Entdeckungen im Zusammenhang mit Röntgenstrahlung und der Reinigung von Uranerzen, die Bachelder im Laufe der Kriegsanstrengungen gemacht hatte. Zu diesem Zeitpunkt wurde auch die Seltenheit und Bedeutung von Bachelders Leistungen als Frau in der Wissenschaft anerkannt.

## Wissenschaftliche Forschung und spätere Karriere
Nach ihrem Ausscheiden aus der Armee wurde Bachelder Forschungschemikerin an der Universität von Chicago, wo 1942 die erste selbsterhaltende Kernreaktion erzielt worden war. Der Nobelpreisträger James Franck war während der früheren Phasen des Manhattan-Projekts Leiter der Chemieabteilung des Metallurgischen Labors gewesen. Bachelder trat in das Institute for the Study of Metals der Universität ein (das 1967 in James Franck Institute umbenannt wurde), wo sie weitere Forschung auf dem Gebiet der Metallchemie durchführte.
Bachelder entwickelte u. a. Methoden zur Reinigung der seltenen Elemente Tellur und Indium. Andere Aspekte ihres breiten wissenschaftlichen Fachwissens fanden Anwendung im Bereich der Meeresarchäologie, als sie die chemische Zusammensetzung von Messingkanonen bestimmte, die in der Ägäis auf gesunkenen Schiffen gefunden worden waren. Sie leistete auch einen Beitrag zur Astrochemie, als die NASA sie bat, die Chemie von Mondgestein zu analysieren, das während der Apollo-Missionen von 1969 bis 1972 von der Mondoberfläche gesammelt worden war.
Bachelder schied 1973 aus dem Franck-Institut aus und war anschließend als Funktionärin der American Association of Retired Persons (AARP) tätig. Sie starb am 22. Mai 1997 in Chicago.

## Überlegungen
Bachelder war der Ansicht, dass ihre Arbeit an der Entwicklung der Atombombe und dem anschließenden Einsatz von Atomwaffen gegen Japan gerechtfertigt war, um den Zweiten Weltkrieg zu beenden und größere Verluste an Menschenleben zu vermeiden, die eine Landinvasion der USA und ein längerer Konflikt mit Japan mit sich gebracht hätten. Später, in der Zeit der Strategic Arms Limitation Talks (SALT), erklärte Bachelder, dass sie zwar die nukleare Rüstungskontrolle unterstütze, meinte aber:

„Die Gegner von Atomwaffen sollten dem Drang widerstehen, den Bombenbau der 1940er Jahre aus dem richtigen historischen Kontext zu reißen: Man kann diese Aktivität nicht aus dieser Zeit herausnehmen, sie in den 1980er Jahren ansiedeln und dann ein Urteil fällen.“

Bachelder nahm sich immer Zeit für ihre unersättlichen Lesegewohnheiten. „Sie machte das Beste aus jedem Tag. Auch wusste sie, wie wichtig es ist, hart zu arbeiten, die Uhr zu ignorieren und sich selbst immer wieder herauszufordern.“

## Publikation
- Mit dem United States Army Corps of Engineers Manhattan District, Los Alamos National Laboratory, U.S. Atomic Energy Commission (Hrsg.): A semi-quantitative method for the spectrographic analysis of small samples of powders. März 1946, OCLC 1013895233, S. 12 (englisch).